# Associazione Sportiva Trapani 1906 1988-1989
Questa pagina raccoglie i dati riguardanti l'Associazione Sportiva Trapani 1906 nelle competizioni ufficiali della stagione 1988-1989.

## Stagione
Nella stagione 1988-1989 l'Associazione Sportiva Trapani disputò il campionato di Serie C2, raggiungendo il 11º posto. In Coppa Italia Serie C usci negli ottavi di finale contro il Brindisi.

## Divise e sponsor
I colori sociali dell'Associazione Sportiva Trapani sono il granata ed il bianco per la maglia di riserva.
| Casa | Trasferta |

## Risultati

### Serie C2

#### Girone di andata
| 11 settembre 1988 1ª giornata                         | Trapani   | 1 – 0 | Kroton |  |
| \| \| \| \| \| Puntureri ?’ (rig.) \| Marcatori \| \| |           |       |        |  |
|                                                       |           |       |        |  |
| Puntureri ?’ (rig.)                                   | Marcatori |       |        |  |

| 18 settembre 1988 2ª giornata                                                 | Battipagliese | 2 – 3                        | Trapani |  |
| \| \| \| \| \| Cantile Lucidi \| Marcatori \| Vitiello Puntureri Ardizzone \| |               |                              |         |  |
|                                                                               |               |                              |         |  |
| Cantile Lucidi                                                                | Marcatori     | Vitiello Puntureri Ardizzone |         |  |

| 25 settembre 1988 3ª giornata          | Trapani   | 0 – 1 | Turris |  |
| \| \| \| \| \| \| Marcatori \| Tani \| |           |       |        |  |
|                                        |           |       |        |  |
|                                        | Marcatori | Tani  |        |  |

| 2 ottobre 1988 4ª giornata | Atletico Leonzio | 0 – 0 | Trapani |  |

| 9 ottobre 1988 5ª giornata                                                                                           | Trapani   | 5 – 1            | Gela J.T. |  |
| \| \| \| \| \| Puntureri ?’ (rig.) Fazio Ardizzone ?’ (rig.) Del Giudice Tudisco \| Marcatori \| ?’ (rig.)Lavinio \| |           |                  |           |  |
| |           |                  |           |  |
| Puntureri ?’ (rig.) Fazio Ardizzone ?’ (rig.) Del Giudice Tudisco                                                    | Marcatori | ?’ (rig.)Lavinio |           |  |

| 16 ottobre 1988 6ª giornata                            | Cynthia   | 3 – 0 | Trapani |  |
| \| \| \| \| \| D'Alessandro Baldari \| Marcatori \| \| |           |       |         |  |
|                                                        |           |       |         |  |
| D'Alessandro Baldari                                   | Marcatori |       |         |  |

| 23 ottobre 1988 7ª giornata | Trapani | 0 – 0 | Afragolese |  |

| 30 ottobre 1988 8ª giornata | Latina | 0 – 0 | Trapani |  |

| 6 novembre 1988 9ª giornata | Trapani | 0 – 0 | Vigor Lamezia |  |

| 13 novembre 1988 10ª giornata                                                              | Trapani   | 2 – 3                     | Siracusa |  |
| \| \| \| \| \| Puntureri ?’ (rig.), ?’ (rig.) \| Marcatori \| Marino Mezzini Figliomeni \| |           |                           |          |  |
|                                                                                            |           |                           |          |  |
| Puntureri ?’ (rig.), ?’ (rig.)                                                             | Marcatori | Marino Mezzini Figliomeni |          |  |

| 20 novembre 1988 11ª giornata | Benevento | 0 – 0 | Trapani |  |

| Arbitro: | Masulli (Cremona) |

|                                     |           |  |
| Caruso 7’ Tudisco 83’ Tricarico 89’ | Marcatori |  |

| 4 dicembre 1988 13ª giornata | Juventus Stabia | 0 – 0 | Trapani |  |

| 11 dicembre 1988 14ª giornata | Cavese | 0 – 0 | Trapani |  |

| 18 dicembre 1988 15ª giornata | Trapani | 0 – 0 | Campania |  |

| 31 dicembre 1988 16ª giornata                                                             | Sorrento  | 3 – 2                    | Trapani |  |
| \| \| \| \| \| Cuofano Brugaletta Vendittelli \| Marcatori \| Tudisco ?’ (rig.) Caruso \| |           |                          |         |  |
|                                                                                           |           |                          |         |  |
| Cuofano Brugaletta Vendittelli                                                            | Marcatori | Tudisco ?’ (rig.) Caruso |         |  |

| 8 gennaio 1989 17ª giornata                                    | Trapani   | 1 – 3              | Lodigiani |  |
| \| \| \| \| \| Puntureri \| Marcatori \| Fermanelli Falessi \| |           |                    |           |  |
|                                                                |           |                    |           |  |
| Puntureri                                                      | Marcatori | Fermanelli Falessi |           |  |

#### Girone di ritorno
| 15 gennaio 1989 18ª giornata               | Kroton    | 1 – 0 | Trapani |  |
| \| \| \| \| \| Ortolini \| Marcatori \| \| |           |       |         |  |
|                                            |           |       |         |  |
| Ortolini                                   | Marcatori |       |         |  |

| 22 gennaio 1989 19ª giornata                             | Trapani   | 2 – 0 | Battipagliese |  |
| \| \| \| \| \| Colagiovanni Ardizzone \| Marcatori \| \| |           |       |               |  |
|                                                          |           |       |               |  |
| Colagiovanni Ardizzone                                   | Marcatori |       |               |  |

| 5 febbraio 1989 20ª giornata           | Turris    | 1 – 0 | Trapani |  |
| \| \| \| \| \| Fida \| Marcatori \| \| |           |       |         |  |
|                                        |           |       |         |  |
| Fida                                   | Marcatori |       |         |  |

| 12 febbraio 1989 21ª giornata                                         | Trapani   | 1 – 2           | Atletico Leonzio |  |
| \| \| \| \| \| Ardizzone ?’ (rig.) \| Marcatori \| Pitino Sinopoli \| |           |                 |                  |  |
|                                                                       |           |                 |                  |  |
| Ardizzone ?’ (rig.)                                                   | Marcatori | Pitino Sinopoli |                  |  |

| 19 febbraio 1989 22ª giornata              | Gela J.T. | 1 – 0 | Trapani |  |
| \| \| \| \| \| Zuppardo \| Marcatori \| \| |           |       |         |  |
|                                            |           |       |         |  |
| Zuppardo                                   | Marcatori |       |         |  |

| 5 marzo 1989 23ª giornata                                                 | Trapani   | 2 – 1                 | Cynthia |  |
| \| \| \| \| \| Innocenti Tudisco \| Marcatori \| ?’ (aut.) Del Giudice \| |           |                       |         |  |
|                                                                           |           |                       |         |  |
| Innocenti Tudisco                                                         | Marcatori | ?’ (aut.) Del Giudice |         |  |

| 12 marzo 1989 24ª giornata                         | Afragolese | 1 – 1 | Trapani |  |
| \| \| \| \| \| Sorrentino \| Marcatori \| Greco \| |            |       |         |  |
|                                                    |            |       |         |  |
| Sorrentino                                         | Marcatori  | Greco |         |  |

| 19 marzo 1989 25ª giornata | Trapani | 0 – 0 | Latina |  |

| 25 marzo 1989 26ª giornata | Vigor Lamezia | 0 – 0 | Trapani |  |

| 9 aprile 1989 27ª giornata                      | Siracusa  | 2 – 0 | Trapani |  |
| \| \| \| \| \| Prochilo Aita \| Marcatori \| \| |           |       |         |  |
|                                                 |           |       |         |  |
| Prochilo Aita                                   | Marcatori |       |         |  |

| 16 aprile 1989 28ª giornata                      | Trapani   | 1 – 1  | Benevento |  |
| \| \| \| \| \| Vitelli \| Marcatori \| Iscaro \| |           |        |           |  |
|                                                  |           |        |           |  |
| Vitelli                                          | Marcatori | Iscaro |           |  |

| Arbitro: | Benazzoli (Bassano del Grappa) |

|          |           |                           |
| Sapio 5’ | Marcatori | 59’ Tudisco 79’ Ardizzone |

| 30 aprile 1989 30ª giornata                                                                     | Trapani   | 3 – 2                     | Juventus Stabia |  |
| \| \| \| \| \| Ferraro ?’ (aut.) Puntureri Vitelli \| Marcatori \| ?’ (rig.) Izzo Giumentaro \| |           |                           |                 |  |
|                                                                                                 |           |                           |                 |  |
| Ferraro ?’ (aut.) Puntureri Vitelli                                                             | Marcatori | ?’ (rig.) Izzo Giumentaro |                 |  |

| 14 maggio 1989 31ª giornata | Trapani | 0 – 0 | Pro Cavese |  |

| 21 maggio 1989 32ª giornata                                    | Campania  | 2 – 1               | Trapani |  |
| \| \| \| \| \| Vio Maci \| Marcatori \| ?’ (rig.) Puntureri \| |           |                     |         |  |
|                                                                |           |                     |         |  |
| Vio Maci                                                       | Marcatori | ?’ (rig.) Puntureri |         |  |

| 28 maggio 1989 33ª giornata                                    | Trapani   | 3 – 1      | Sorrento |  |
| \| \| \| \| \| Vitelli Ardizzone \| Marcatori \| Brugaletta \| |           |            |          |  |
|                                                                |           |            |          |  |
| Vitelli Ardizzone                                              | Marcatori | Brugaletta |          |  |

| 4 giugno 1989 34ª giornata                          | Lodigiani | 1 – 1     | Trapani |  |
| \| \| \| \| \| Picconi \| Marcatori \| Tricarico \| |           |           |         |  |
|                                                     |           |           |         |  |
| Picconi                                             | Marcatori | Tricarico |         |  |

### Coppa Italia Serie C

#### Fase a gironi
| 1988 1ª giornata | Trapani | 1 – 0 | Palermo |  |

| 1988 2ª giornata | Juventina Gela | 0 – 0 | Trapani |  |

| 1988 3ª giornata | Palermo | 1 – 1 | Trapani |  |

| 1988 4ª giornata | Trapani | 2 – 1 | Juventina Gela |  |

#### Fase finale
| 5 gennaio 1989 Sedicesimi di finale - Andata | Giarre | 2 – 2 | Trapani |  |

| 1989 Sedicesimi di finale - Ritorno          | Trapani              | 0 – 0 | Giarre |  |
| \| \| \| \| \| \| Tiri di rigore 5 – 4 \| \| |                      |       |        |  |
|                                              |                      |       |        |  |
|                                              | Tiri di rigore 5 – 4 |       |        |  |

| 8 febbraio 1989 Ottavi di finale - Andata | Brindisi | 0 – 0 | Trapani |  |

| 26 febbraio 1989 Ottavi di finale - Ritorno | Trapani | 0 – 2 | Brindisi |  |

## Statistiche

### Statistiche di squadra
| Competizione         | Punti | In casa | In casa | In casa | In casa | In casa | In casa | In trasferta | In trasferta | In trasferta | In trasferta | In trasferta | In trasferta | Totale | Totale | Totale | Totale | Totale | Totale | DR |
| Competizione         | Punti | G       | V       | N       | P       | Gf      | Gs      | G            | V            | N            | P            | Gf           | Gs           | G      | V      | N      | P      | Gf     | Gs     | DR |
| -------------------- | ----- | ------- | ------- | ------- | ------- | ------- | ------- | ------------ | ------------ | ------------ | ------------ | ------------ | ------------ | ------ | ------ | ------ | ------ | ------ | ------ | -- |
| Serie C2             | 36    | 17      | ?       | ?       | ?       | ?       | ?       | 17           | ?            | ?            | ?            | ?            | ?            | 34     | 9      | 14     | 11     | 34     | 33     | +1 |
| Coppa Italia Serie C | -     | 4       | 2       | 1       | 1       | 3       | 3       | 4            | 0            | 4            | 0            | 3            | 3            | 8      | 1      | 5      | 3      | 6      | 6      | 0  |
| Totale               | 36    | 21      | ?       | ?       | ?       | ?       | ?       | 21           | ?            | ?            | ?            | ?            | ?            | 42     | 10     | 19     | 14     | 40     | 39     | +1 |